# 北条宗方
北条 宗方（ほうじょう むねかた）は鎌倉時代後期の北条氏の一門。長門探題・北条宗頼の次男。鎌倉幕府8代執権北条時宗の甥にあたり、その猶子となる。

## 生涯
誕生の翌年に父宗頼が長門国で死去する。五位への叙爵は17歳だが、この時（永仁2年（1294年））まだ兄兼時は存命であり、それでも兄よりは2歳早い。永仁5年（1297年）に20歳で六波羅探題北方。正安2年（1300年）に鎌倉へ戻り評定衆となる。評定衆となった歳は23歳であり、北条貞時の後に執権となった従兄弟の北条師時（19歳）よりは若干遅いが、それでも永仁3年（1295年）に没した兄兼時の32歳よりもずっと早い。また北条庶流の名門で貞時執権時の連署大仏流北条宣時の嫡子で、嘉元の乱で宗方を討った大仏流北条宗宣が評定衆となったのは29歳、赤橋流北条久時は27歳である。これは兄弟の居ない北条貞時が成人してから、もっとも近い血縁としての従兄弟、かつ父時宗の猶子として義兄弟ともなる師時、兼時、宗方の官位や昇進を早めたものと推測され、貞時には庶流というより得宗家の一員として扱われていたと思われる。
正安3年（1301年）には引付頭人から越訴頭人就任。嘉元2年（1304年）12月、得宗家執事（内ノ執権または内管領ともいわれる）に北条一門として初めて就任する。同時に幕府侍所所司に就任。このとき27歳。
嘉元3年（1305年）4月、嘉元の乱が起こる。『保暦間記』によれば宗方が執権職への野心を抱いて挙兵し、貞時の有力重臣で連署を務めていた北条時村を殺害。さらに師時と北条煕時（時村の孫）の殺害も目論んだが、同年5月4日に貞時の命を受けた北条宗宣率いる追討軍によって殺されたとされる。ただし『保暦間記』の記述は、霜月騒動や平禅門の乱の原因についてもあまり信憑性はなく、嘉元の乱についても、京の公家の日記等と突き合わせると如何にも不自然であり疑問視されている。動かしがたいのは以下の範囲である。
- 4月22日：既に執権職を退きながらも実権を握っていた北条貞時の屋敷で火災があり、貞時は従兄弟で執権であった北条師時の屋敷に移る。
- 4月23日：貞時の「仰せ」とする得宗被官、御家人が当時連署であった北条時村の屋敷を襲い殺害、屋敷一帯は炎に包まれた。
- 5月2日：時村討手の者12人の内、逐電した和田茂明を除く11名が首を切られた。
- 5月4日：連署に次ぐ地位にあった一番引付頭人北条宗宣らが貞時の従兄弟で得宗家執事、越訴頭人、幕府侍所所司の北条宗方を討つ。宗方は佐々木時清と相討ちとなり、二階堂大路薬師堂谷口（現在の鎌倉宮の左側あたりか）にあった宗方の屋敷には火をかけられ宗方の多くの郎党が戦死した。

正親町三条実躬は日記『実躬卿記』において、かつて六波羅探題として在京していた宗方について「当時随分賢者の聞こえ有り」とし、その死を「不便不便」と記している。
近年では、嘉元の乱の真相は貞時が宗方に命じて家格秩序や先例を無視した貞時の政治に抵抗する北条氏庶流を制圧しようとしたためで、時村暗殺に対する族内の反発が予想以上に強かったため、貞時は時村を殺害した得宗被官らを誅殺し、それでも反発が収まらなかったため宗方の陰謀として宗方とその与党を誅殺したとする説もある。
乱の後、幕府に捕らえられた宗方の遺児は、武蔵国六浦の海に籠に入れられて沈められた。

## 経歴
※日付＝旧暦
- 1292年（正応5）12月18日　左衛門尉
- 1294年（永仁2）2月5日　従五位下に叙爵、右近衛将監
- 1297年（永仁5）6月23日、六波羅探題北方として赴任。
- 1299年（正安元）3月1日　従五位上、同年より嘉元の乱に致るまで若狭国守護
- 1300年（正安2）11月25日　六波羅探題退任し鎌倉に戻り、12月に評定衆。
- 1301年（正安3）正月　四番引付頭人。同年8月20日、駿河守に転任。北条貞時の執権職辞職に伴い同月25日引付頭人を辞職。越訴頭人就任。
- 1302年（乾元元）越訴頭人のまま四番引付頭人に復す。
- 1304年（嘉元2）12月引付頭人を辞し、得宗家執事（内管領）、幕府侍所所司に就任
- 1305年（嘉元3）4月 - 5月4日の嘉元の乱で死亡。このとき28歳、得宗家執事、幕府侍所所司、越訴頭人を兼ね寄合衆の一員であったと推定される。